# Ørslev (Vordingborg)
Ørslev is een plaats in de Deense regio Seeland, gemeente Vordingborg. De plaats telt 1.837 inwoners (1 januari 2014).